# Australia en la Copa Mundial de Fútbol de 2022
La selección de Australia fue uno de los treinta y dos equipos participantes en la Copa Mundial de Fútbol de 2022, torneo que se llevó a cabo del 20 de noviembre al 18 de diciembre en Catar.
Fue la sexta participación de Australia, formó parte del Grupo D, junto a Francia, Túnez y Dinamarca. Avanzó hasta los octavos de final donde cayó eliminado ante Argentina.

## Clasificación
La selección de Australia inició su camino al mundial desde la segunda ronda de la clasificación asiática. Debido a la pandemia de covid-19 en 2020 no se disputó ningún partido, se reanudó desde marzo de 2021 con los encuentros restantes de la segunda ronda disputándose en una sede centralizada, en la ciudad de Kuwait, en Kuwait.

### Tabla de posiciones

#### Segunda ronda
| Selección    | Pts. | PJ | PG | PE | PP | GF | GC | Dif |
| ------------ | ---- | -- | -- | -- | -- | -- | -- | --- |
| Australia    | 24   | 8  | 8  | 0  | 0  | 28 | 2  | 26  |
| Kuwait       | 14   | 8  | 4  | 2  | 2  | 19 | 7  | 12  |
| Jordania     | 14   | 8  | 4  | 2  | 2  | 13 | 3  | 10  |
| Nepal        | 6    | 8  | 2  | 0  | 6  | 4  | 22 | −18 |
| China Taipéi | 0    | 8  | 0  | 0  | 8  | 4  | 34 | −30 |

|  | Clasificado a la tercera ronda. |

#### Tercera ronda
| Selección      | Pts. | PJ | PG | PE | PP | GF | GC | Dif |
| -------------- | ---- | -- | -- | -- | -- | -- | -- | --- |
| Arabia Saudita | 23   | 10 | 7  | 2  | 1  | 12 | 6  | 6   |
| Japón          | 22   | 10 | 7  | 1  | 2  | 12 | 4  | 8   |
| Australia      | 15   | 10 | 4  | 3  | 3  | 15 | 9  | 6   |
| Omán           | 14   | 10 | 4  | 2  | 4  | 11 | 10 | 1   |
| China          | 6    | 10 | 1  | 3  | 6  | 9  | 19 | −10 |
| Vietnam        | 4    | 10 | 1  | 1  | 8  | 8  | 19 | −11 |

|  | Clasificados a la Copa Mundial de Fútbol de 2022. |
|  | Clasificado a la cuarta ronda.                    |

### Partidos
| Fecha                    | Lugar     | Jornada                  | Local                  | Resultado    | Visitante      |
| ------------------------ | --------- | ------------------------ | ---------------------- | ------------ | -------------- |
| 10 de septiembre de 2019 | Kuwait    | Segunda ronda - Fecha 2  | Kuwait                 | 0:3 (0:3)    | Australia      |
| 10 de octubre de 2019    | Canberra  | Segunda ronda - Fecha 3  | Australia              | 5:0 (3:0)    | Nepal          |
| 15 de octubre de 2019    | Kaohsiung | Segunda ronda - Fecha 4  | China Taipéi           | 1:7 (1:4)    | Australia      |
| 14 de noviembre de 2019  | Amán      | Segunda ronda - Fecha 5  | Jordania               | 0:1 (0:1)    | Australia      |
| 3 de junio de 2021       | Kuwait    | Segunda ronda - Fecha 7  | Australia              | 3:0 (2:0)    | Kuwait         |
| 7 de junio de 2021       | Kuwait    | Segunda ronda - Fecha 8  | Australia              | 5:1 (3:0)    | China Taipéi   |
| 11 de junio de 2021      | Kuwait    | Segunda ronda - Fecha 9  | Nepal                  | 0:3 (0:2)    | Australia      |
| 15 de junio de 2021      | Kuwait    | Segunda ronda - Fecha 10 | Australia              | 1:0 (0:0)    | Jordania       |
| 2 de septiembre de 2021  | Doha      | Tercera ronda - Fecha 1  | Australia              | 3:0 (2:0)    | China          |
| 7 de septiembre de 2021  | Hanói     | Tercera ronda - Fecha 2  | Vietnam                | 0:1 (0:1)    | Australia      |
| 7 de octubre de 2021     | Doha      | Tercera ronda - Fecha 3  | Australia              | 3:1 (1:1)    | Omán           |
| 12 de octubre de 2021    | Saitama   | Tercera ronda - Fecha 4  | Japón                  | 2:1 (1:0)    | Australia      |
| 11 de noviembre de 2021  | Sídney    | Tercera ronda - Fecha 5  | Australia              | 0:0          | Arabia Saudita |
| 16 de noviembre de 2021  | Sharjah   | Tercera ronda - Fecha 6  | China                  | 1:1 (0:1)    | Australia      |
| 27 de enero de 2022      | Melbourne | Tercera ronda - Fecha 7  | Australia              | 4:0 (2:0)    | Vietnam        |
| 1 de febrero de 2022     | Mascate   | Tercera ronda - Fecha 8  | Omán                   | 2:2 (0:1)    | Australia      |
| 24 de marzo de 2022      | Sídney    | Tercera ronda - Fecha 9  | Australia              | 0:2 (0:0)    | Japón          |
| 29 de marzo de 2022      | Yeda      | Tercera ronda - Fecha 10 | Arabia Saudita         | 1:0 (0:0)    | Australia      |
| 7 de junio de 2022       | Rayán     | Cuarta ronda             | Emiratos Árabes Unidos | 1:2 (0:0)    | Australia      |
| 13 de junio de 2022      | Rayán     | Repesca intercontinental | Australia              | 0:0 (5:4 p.) | Perú           |

## Preparación

### Amistosos previos
| 1 de junio de 2022 | Australia                | 2:1 (1:1) | Jordania       | Estadio Al Wakrah, Al Wakrah |                            |
| 21:00 (UTC+3)      | - Wright 40' - Mabil 68' | Reporte   | Al-Tamaari 17' | Árbitro(s): Saad Al-Fadhli   | Árbitro(s): Saad Al-Fadhli |

| 22 de septiembre de 2022 | Australia | 1:0 (1:0) | Nueva Zelanda | Estadio Suncorp, Brisbane |                        |
| 20:00 (UTC+10)           | Mabil 32' | Reporte   |               | Árbitro(s): Ryūji Satō    | Árbitro(s): Ryūji Satō |

| 25 de septiembre de 2022 | Nueva Zelanda | 0:2 (0:0) | Australia                        | Eden Park, Auckland |  |
| 15:00 (UTC+12)           |               | Reporte   | - Duke 54' - Cummings 80' (pen.) |                     |  |

## Plantel

### Lista de convocados
Entrenador:  Graham Arnold
La lista final fue anunciada el 8 de noviembre de 2022. El 20 de noviembre de 2022 se anunció la salida de Martin Boyle por lesión, siendo reemplazado por Marco Tilio.
| No. | Pos. | Jugador            | Fecha de nacimiento (edad)         | Apa. | Goles | Club                         |
| --- | ---- | ------------------ | ---------------------------------- | ---- | ----- | ---------------------------- |
| 1   | POR  | Mathew Ryan        | 8 de abril de 1992 (30 años)       | 75   | 0     | F. C. Copenhague             |
| 2   | DEF  | Milos Degenek      | 28 de abril de 1994 (28 años)      | 38   | 1     | Columbus Crew                |
| 3   | DEF  | Nathaniel Atkinson | 13 de junio de 1999 (23 años)      | 5    | 0     | Heart of Midlothian F. C.    |
| 4   | DEF  | Kye Rowles         | 24 de junio de 1998 (24 años)      | 3    | 0     | Heart of Midlothian F. C.    |
| 5   | DEF  | Fran Karačić       | 12 de mayo de 1996 (26 años)       | 10   | 1     | Brescia C.                   |
| 6   | DEL  | Marco Tilio        | 23 de agosto de 2001 (21 años)     | 5    | 0     | Melbourne City F. C.         |
| 7   | DEL  | Mathew Leckie      | 4 de febrero de 1991 (31 años)     | 73   | 13    | Melbourne City F. C.         |
| 8   | DEF  | Bailey Wright      | 28 de junio de 1992 (30 años)      | 27   | 2     | Sunderland A. F. C.          |
| 9   | DEL  | Jamie Maclaren     | 29 de julio de 1993 (29 años)      | 26   | 8     | Melbourne City F. C.         |
| 10  | MED  | Ajdin Hrustic      | 5 de julio de 1996 (26 años)       | 20   | 3     | Hellas Verona F. C.          |
| 11  | DEL  | Awer Mabil         | 15 de septiembre de 1995 (27 años) | 29   | 8     | Cádiz C. F.                  |
| 12  | POR  | Andrew Redmayne    | 13 de enero de 1989 (33 años)      | 4    | 0     | Sydney F. C.                 |
| 13  | MED  | Aaron Mooy         | 15 de septiembre de 1990 (32 años) | 53   | 7     | Celtic F. C.                 |
| 14  | MED  | Riley McGree       | 2 de noviembre de 1998 (24 años)   | 11   | 1     | Middlesbrough F. C.          |
| 15  | DEL  | Mitchell Duke      | 18 de enero de 1991 (31 años)      | 21   | 8     | Fagiano Okayama              |
| 16  | DEF  | Aziz Behich        | 16 de diciembre de 1990 (31 años)  | 53   | 2     | Dundee United F. C.          |
| 17  | MED  | Cameron Devlin     | 7 de junio de 1998 (24 años)       | 1    | 0     | Heart of Midlothian F. C.    |
| 18  | POR  | Danny Vukovic      | 27 de marzo de 1985 (37 años)      | 4    | 0     | Central Coast Mariners F. C. |
| 19  | DEF  | Harry Souttar      | 22 de octubre de 1998 (24 años)    | 10   | 6     | Stoke City F. C.             |
| 20  | DEF  | Thomas Deng        | 20 de marzo de 1997 (25 años)      | 2    | 0     | Albirex Niigata              |
| 21  | DEL  | Garang Kuol        | 15 de septiembre de 2004 (18 años) | 1    | 0     | Central Coast Mariners F. C. |
| 22  | MED  | Jackson Irvine     | 7 de marzo de 1993 (29 años)       | 49   | 7     | F. C. San Pauli              |
| 23  | DEL  | Craig Goodwin      | 16 de diciembre de 1991 (30 años)  | 10   | 1     | Adelaide United F. C.        |
| 24  | DEF  | Joel King          | 30 de octubre de 2000 (22 años)    | 4    | 0     | Odense B. K.                 |
| 25  | DEL  | Jason Cummings     | 1 de agosto de 1995 (27 años)      | 1    | 1     | Central Coast Mariners F. C. |
| 26  | MED  | Keanu Baccus       | 7 de junio de 1998 (24 años)       | 1    | 0     | Saint Mirren F. C.           |

## Participación
- Los horarios son correspondientes a la hora local de Catar (UTC+3).

### Partidos
| Fecha           | Lugar     | Instancia        | Local     |                      | Resultado |                      | Visitante |
| --------------- | --------- | ---------------- | --------- | -------------------- | --------- | -------------------- | --------- |
| 22 de noviembre | Al Wakrah | Fase de grupos   | Francia   | Bandera de Francia   | 4:1 (2:1) | Bandera de Australia | Australia |
| 26 de noviembre | Al Wakrah | Fase de grupos   | Túnez     | Bandera de Túnez     | 0:1 (0:1) | Bandera de Australia | Australia |
| 30 de noviembre | Al Wakrah | Fase de grupos   | Australia | Bandera de Australia | 1:0 (0:0) | Bandera de Dinamarca | Dinamarca |
| 3 de diciembre  | Rayán     | Octavos de final | Argentina | Bandera de Argentina | 2:1 (1:0) | Bandera de Australia | Australia |

### Fase de grupos - Grupo D
| Selección | Pts | PJ | PG | PE | PP | GF | GC | Dif |
| --------- | --- | -- | -- | -- | -- | -- | -- | --- |
| Francia   | 6   | 3  | 2  | 0  | 1  | 6  | 3  | +3  |
| Australia | 6   | 3  | 2  | 0  | 1  | 3  | 4  | –1  |
| Túnez     | 4   | 3  | 1  | 1  | 1  | 1  | 1  | 0   |
| Dinamarca | 1   | 3  | 0  | 1  | 2  | 1  | 3  | –2  |

|  | Clasificados a los octavos de final. |

#### Francia vs. Australia
| 22 de noviembre | Francia                                     | 4:1 (2:1) | Australia  | Estadio Al Janoub, Al Wakrah                                               |                                                                            |
| 22:00           | - Rabiot 27' - Giroud 32', 71' - Mbappé 68' | Reporte   | Goodwin 9' | Asistencia: 40 875 espectadores Árbitro(s): Victor Gomes VAR: Drew Fischer | Asistencia: 40 875 espectadores Árbitro(s): Victor Gomes VAR: Drew Fischer |

| 1          | Guardameta     | Hugo Lloris         |     |
| 2          | Defensa        | Benjamin Pavard     | 89' |
| 24         | Defensa        | Ibrahima Konaté     |     |
| 18         | Defensa        | Dayot Upamecano     |     |
| 21         | Defensa        | Lucas Hernández     | 13' |
| 8          | Centrocampista | Aurélien Tchouaméni | 77' |
| 14         | Centrocampista | Adrien Rabiot       |     |
| 11         | Centrocampista | Ousmane Dembélé     | 77' |
| 7          | Centrocampista | Antoine Griezmann   |     |
| 10         | Centrocampista | Kylian Mbappé       |     |
| 9          | Delantero      | Olivier Giroud      | 89' |
| Entrenador | Entrenador     | Didier Deschamps    |     |

| 1          | Guardameta     | Mathew Ryan        |     |
| 16         | Defensa        | Aziz Behich        |     |
| 4          | Defensa        | Kye Rowles         |     |
| 19         | Defensa        | Harry Souttar      |     |
| 3          | Defensa        | Nathaniel Atkinson | 85' |
| 22         | Centrocampista | Jackson Irvine     | 85' |
| 13         | Centrocampista | Aaron Mooy         |     |
| 14         | Centrocampista | Riley McGree       | 73' |
| 23         | Delantero      | Craig Goodwin      | 74' |
| 15         | Delantero      | Mitchell Duke      | 56' |
| 7          | Delantero      | Mathew Leckie      |     |
| Entrenador | Entrenador     | Graham Arnold      |     |

| 22 | Defensa        | Theo Hernández  | 13' |
| 13 | Centrocampista | Youssouf Fofana | 77' |
| 20 | Delantero      | Kingsley Coman  | 77' |
| 5  | Defensa        | Jules Koundé    | 89' |
| 26 | Delantero      | Marcus Thuram   | 89' |

| 25 | Delantero      | Jason Cummings | 56' |
| 11 | Delantero      | Awer Mabil     | 73' |
| 21 | Delantero      | Garang Kuol    | 74' |
| 26 | Centrocampista | Keanu Baccus   | 85' |
| 2  | Defensa        | Milos Degenek  | 85' |

| Anotado | 27' | Adrien Rabiot  | 1–1 |
| Anotado | 32' | Olivier Giroud | 2–1 |
| Anotado | 68' | Kylian Mbappé  | 3–1 |
| Anotado | 71' | Olivier Giroud | 4–1 |

| Anotado | 9' | Craig Goodwin | 0–1 |

| Amonestado | 55'   | Mitchell Duke  |
| Amonestado | 80'   | Jackson Irvine |
| Amonestado | 90+4' | Aaron Mooy     |

| Árbitro             | Victor Gomes      |
| Árbitros asistentes | Zakhele Siwela    |
| Árbitros asistentes | Souru Phatsoane   |
| Cuarto árbitro      | Salima Mukansanga |
| Quinto árbitro      | Kathryn Nesbitt   |
| VAR                 | Drew Fischer      |
| Adicionales VAR     | Adil Zourak       |
| Adicionales VAR     | Kyle Atkins       |
| Adicionales VAR     | Marco Fritz       |
| Adicionales VAR     | Corey Parker      |

| 1          | Guardameta     | Hugo Lloris         |     |
| 2          | Defensa        | Benjamin Pavard     | 89' |
| 24         | Defensa        | Ibrahima Konaté     |     |
| 18         | Defensa        | Dayot Upamecano     |     |
| 21         | Defensa        | Lucas Hernández     | 13' |
| 8          | Centrocampista | Aurélien Tchouaméni | 77' |
| 14         | Centrocampista | Adrien Rabiot       |     |
| 11         | Centrocampista | Ousmane Dembélé     | 77' |
| 7          | Centrocampista | Antoine Griezmann   |     |
| 10         | Centrocampista | Kylian Mbappé       |     |
| 9          | Delantero      | Olivier Giroud      | 89' |
| Entrenador | Entrenador     | Didier Deschamps    |     |

| 1          | Guardameta     | Mathew Ryan        |     |
| 16         | Defensa        | Aziz Behich        |     |
| 4          | Defensa        | Kye Rowles         |     |
| 19         | Defensa        | Harry Souttar      |     |
| 3          | Defensa        | Nathaniel Atkinson | 85' |
| 22         | Centrocampista | Jackson Irvine     | 85' |
| 13         | Centrocampista | Aaron Mooy         |     |
| 14         | Centrocampista | Riley McGree       | 73' |
| 23         | Delantero      | Craig Goodwin      | 74' |
| 15         | Delantero      | Mitchell Duke      | 56' |
| 7          | Delantero      | Mathew Leckie      |     |
| Entrenador | Entrenador     | Graham Arnold      |     |

| 22 | Defensa        | Theo Hernández  | 13' |
| 13 | Centrocampista | Youssouf Fofana | 77' |
| 20 | Delantero      | Kingsley Coman  | 77' |
| 5  | Defensa        | Jules Koundé    | 89' |
| 26 | Delantero      | Marcus Thuram   | 89' |

| 25 | Delantero      | Jason Cummings | 56' |
| 11 | Delantero      | Awer Mabil     | 73' |
| 21 | Delantero      | Garang Kuol    | 74' |
| 26 | Centrocampista | Keanu Baccus   | 85' |
| 2  | Defensa        | Milos Degenek  | 85' |

| Anotado | 27' | Adrien Rabiot  | 1–1 |
| Anotado | 32' | Olivier Giroud | 2–1 |
| Anotado | 68' | Kylian Mbappé  | 3–1 |
| Anotado | 71' | Olivier Giroud | 4–1 |

| Anotado | 9' | Craig Goodwin | 0–1 |

| Amonestado | 55'   | Mitchell Duke  |
| Amonestado | 80'   | Jackson Irvine |
| Amonestado | 90+4' | Aaron Mooy     |

| Árbitro             | Victor Gomes      |
| Árbitros asistentes | Zakhele Siwela    |
| Árbitros asistentes | Souru Phatsoane   |
| Cuarto árbitro      | Salima Mukansanga |
| Quinto árbitro      | Kathryn Nesbitt   |
| VAR                 | Drew Fischer      |
| Adicionales VAR     | Adil Zourak       |
| Adicionales VAR     | Kyle Atkins       |
| Adicionales VAR     | Marco Fritz       |
| Adicionales VAR     | Corey Parker      |

| \| Estadísticas \| \| \| \| Tiros \| 23 \| 4 \| \| Tiros a puerta \| 7 \| 1 \| \| Faltas \| 5 \| 11 \| \| Saques de esquina \| 8 \| 1 \| \| Penaltis \| 0 \| 0 \| \| Fueras de juego \| 0 \| 0 \| \| Posesión de balón \| 63% \| 37% \| | Alineación inicial |                      |
| Estadísticas | Bandera de Francia | Bandera de Australia |
| Tiros | 23                 | 4                    |
| Tiros a puerta | 7                  | 1                    |
| Faltas | 5                  | 11                   |
| Saques de esquina | 8                  | 1                    |
| Penaltis | 0                  | 0                    |
| Fueras de juego | 0                  | 0                    |
| Posesión de balón | 63%                | 37%                  |

#### Túnez vs. Australia
| 26 de noviembre | Túnez | 0:1 (0:1) | Australia | Estadio Al Janoub, Al Wakrah                                                    |                                                                                 |
| 13:00           |       | Reporte   | Duke 23'  | Asistencia: 41 823 espectadores Árbitro(s): Daniel Siebert VAR: Bastian Dankert | Asistencia: 41 823 espectadores Árbitro(s): Daniel Siebert VAR: Bastian Dankert |

| 16         | Guardameta     | Aymen Dahmen    |     |
| 6          | Defensa        | Dylan Bronn     | 73' |
| 4          | Defensa        | Yassine Meriah  |     |
| 3          | Defensa        | Montassar Talbi |     |
| 20         | Centrocampista | Mohamed Dräger  | 46' |
| 17         | Centrocampista | Ellyes Skhiri   |     |
| 14         | Centrocampista | Aïssa Laïdouni  | 67' |
| 24         | Centrocampista | Ali Abdi        |     |
| 23         | Delantero      | Naïm Sliti      |     |
| 9          | Delantero      | Issam Jebali    | 73' |
| 7          | Delantero      | Youssef Msakni  |     |
| Entrenador | Entrenador     | Jalel Kadri     |     |

| 1          | Guardameta     | Mathew Ryan    |     |
| 5          | Defensa        | Fran Karačić   | 75' |
| 4          | Defensa        | Kye Rowles     |     |
| 19         | Defensa        | Harry Souttar  |     |
| 16         | Defensa        | Aziz Behich    |     |
| 14         | Centrocampista | Riley McGree   | 64' |
| 13         | Centrocampista | Aaron Mooy     |     |
| 22         | Centrocampista | Jackson Irvine |     |
| 7          | Delantero      | Mathew Leckie  | 85' |
| 15         | Delantero      | Mitchell Duke  | 64' |
| 23         | Delantero      | Craig Goodwin  | 85' |
| Entrenador | Entrenador     | Graham Arnold  |     |

| 13 | Centrocampista | Ferjani Sassi         | 46' |
| 10 | Delantero      | Wahbi Khazri          | 67' |
| 11 | Delantero      | Taha Yassine Khenissi | 73' |
| 21 | Defensa        | Wajdi Kechrida        | 73' |

| 9  | Delantero      | Jamie Maclaren | 64' |
| 10 | Centrocampista | Ajdin Hrustic  | 64' |
| 2  | Defensa        | Milos Degenek  | 75' |
| 11 | Delantero      | Awer Mabil     | 85' |
| 26 | Centrocampista | Keanu Baccus   | 85' |

| Anotado | 23' | Mitchell Duke | 0–1 |

| Amonestado | 26'   | Aïssa Laïdouni |
| Amonestado | 64'   | Ali Abdi       |
| Amonestado | 90+3' | Ferjani Sassi  |

| Árbitro             | Daniel Siebert  |
| Árbitros asistentes | Rafael Foltyn   |
| Árbitros asistentes | Jan Seidel      |
| Cuarto árbitro      | Said Martínez   |
| Quinto árbitro      | Karen Díaz      |
| VAR                 | Bastian Dankert |
| Adicionales VAR     | Marco Fritz     |
| Adicionales VAR     | Corey Parker    |
| Adicionales VAR     | Pol van Boekel  |
| Adicionales VAR     | Kathryn Nesbitt |

| 16         | Guardameta     | Aymen Dahmen    |     |
| 6          | Defensa        | Dylan Bronn     | 73' |
| 4          | Defensa        | Yassine Meriah  |     |
| 3          | Defensa        | Montassar Talbi |     |
| 20         | Centrocampista | Mohamed Dräger  | 46' |
| 17         | Centrocampista | Ellyes Skhiri   |     |
| 14         | Centrocampista | Aïssa Laïdouni  | 67' |
| 24         | Centrocampista | Ali Abdi        |     |
| 23         | Delantero      | Naïm Sliti      |     |
| 9          | Delantero      | Issam Jebali    | 73' |
| 7          | Delantero      | Youssef Msakni  |     |
| Entrenador | Entrenador     | Jalel Kadri     |     |

| 1          | Guardameta     | Mathew Ryan    |     |
| 5          | Defensa        | Fran Karačić   | 75' |
| 4          | Defensa        | Kye Rowles     |     |
| 19         | Defensa        | Harry Souttar  |     |
| 16         | Defensa        | Aziz Behich    |     |
| 14         | Centrocampista | Riley McGree   | 64' |
| 13         | Centrocampista | Aaron Mooy     |     |
| 22         | Centrocampista | Jackson Irvine |     |
| 7          | Delantero      | Mathew Leckie  | 85' |
| 15         | Delantero      | Mitchell Duke  | 64' |
| 23         | Delantero      | Craig Goodwin  | 85' |
| Entrenador | Entrenador     | Graham Arnold  |     |

| 13 | Centrocampista | Ferjani Sassi         | 46' |
| 10 | Delantero      | Wahbi Khazri          | 67' |
| 11 | Delantero      | Taha Yassine Khenissi | 73' |
| 21 | Defensa        | Wajdi Kechrida        | 73' |

| 9  | Delantero      | Jamie Maclaren | 64' |
| 10 | Centrocampista | Ajdin Hrustic  | 64' |
| 2  | Defensa        | Milos Degenek  | 75' |
| 11 | Delantero      | Awer Mabil     | 85' |
| 26 | Centrocampista | Keanu Baccus   | 85' |

| Anotado | 23' | Mitchell Duke | 0–1 |

| Amonestado | 26'   | Aïssa Laïdouni |
| Amonestado | 64'   | Ali Abdi       |
| Amonestado | 90+3' | Ferjani Sassi  |

| Árbitro             | Daniel Siebert  |
| Árbitros asistentes | Rafael Foltyn   |
| Árbitros asistentes | Jan Seidel      |
| Cuarto árbitro      | Said Martínez   |
| Quinto árbitro      | Karen Díaz      |
| VAR                 | Bastian Dankert |
| Adicionales VAR     | Marco Fritz     |
| Adicionales VAR     | Corey Parker    |
| Adicionales VAR     | Pol van Boekel  |
| Adicionales VAR     | Kathryn Nesbitt |

| \| Estadísticas \| \| \| \| Tiros \| 14 \| 9 \| \| Tiros a puerta \| 4 \| 2 \| \| Faltas \| 16 \| 15 \| \| Saques de esquina \| 5 \| 2 \| \| Penaltis \| 0 \| 0 \| \| Fueras de juego \| 3 \| 0 \| \| Posesión de balón \| 58% \| 42% \| | Alineación inicial |                      |
| Estadísticas | Bandera de Túnez   | Bandera de Australia |
| Tiros | 14                 | 9                    |
| Tiros a puerta | 4                  | 2                    |
| Faltas | 16                 | 15                   |
| Saques de esquina | 5                  | 2                    |
| Penaltis | 0                  | 0                    |
| Fueras de juego | 3                  | 0                    |
| Posesión de balón | 58%                | 42%                  |

#### Australia vs. Dinamarca
| 30 de noviembre | Australia  | 1:0 (1:0) | Dinamarca | Estadio Al Janoub, Al Wakrah                                                     |                                                                                  |
| 18:00           | Leckie 60' | Reporte   |           | Asistencia: 41 232 espectadores Árbitro(s): Mustapha Ghorbal VAR: Mauro Vigliano | Asistencia: 41 232 espectadores Árbitro(s): Mustapha Ghorbal VAR: Mauro Vigliano |

| 1          | Guardameta     | Mathew Ryan    |     |
| 2          | Defensa        | Milos Degenek  |     |
| 19         | Defensa        | Harry Souttar  |     |
| 4          | Defensa        | Kye Rowles     |     |
| 16         | Defensa        | Aziz Behich    |     |
| 7          | Centrocampista | Mathew Leckie  | 89' |
| 22         | Centrocampista | Jackson Irvine |     |
| 13         | Centrocampista | Aaron Mooy     |     |
| 23         | Centrocampista | Craig Goodwin  | 46' |
| 15         | Delantero      | Mitchell Duke  | 82' |
| 14         | Delantero      | Riley McGree   | 74' |
| Entrenador | Entrenador     | Graham Arnold  |     |

| 1          | Guardameta     | Kasper Schmeichel     |     |
| 13         | Defensa        | Rasmus Kristensen     | 46' |
| 2          | Defensa        | Joachim Andersen      |     |
| 6          | Defensa        | Andreas Christensen   |     |
| 5          | Defensa        | Joakim Mæhle          | 70' |
| 23         | Centrocampista | Pierre-Emile Højbjerg |     |
| 7          | Centrocampista | Mathias Jensen        | 59' |
| 11         | Centrocampista | Andreas Skov Olsen    | 69' |
| 10         | Centrocampista | Christian Eriksen     |     |
| 25         | Centrocampista | Jesper Lindstrøm      |     |
| 9          | Delantero      | Martin Braithwaite    | 59' |
| Entrenador | Entrenador     | Kasper Hjulmand       |     |

| 26 | Centrocampista | Keanu Baccus   | 46' |
| 8  | Defensa        | Bailey Wright  | 74' |
| 9  | Delantero      | Jamie Maclaren | 82' |
| 10 | Centrocampista | Ajdin Hrustic  | 89' |

| 26 | Defensa        | Alexander Bah     | 46' |
| 12 | Delantero      | Kasper Dolberg    | 59' |
| 14 | Centrocampista | Mikkel Damsgaard  | 59' |
| 24 | Centrocampista | Robert Skov       | 69' |
| 21 | Delantero      | Andreas Cornelius | 70' |

| Anotado | 60' | Mathew Leckie | 1–0 |

| Amonestado | 4'  | Aziz Behich   |
| Amonestado | 57' | Milos Degenek |

| Amonestado | 75' | Robert Skov |

| Árbitro             | Mustapha Ghorbal    |
| Árbitros asistentes | Mokrane Gourari     |
| Árbitros asistentes | Abdelhak Etchiali   |
| Cuarto árbitro      | Maguette N'Diaye    |
| Quinto árbitro      | Djibril Camara      |
| VAR                 | Mauro Vigliano      |
| Adicionales VAR     | Nicolás Gallo       |
| Adicionales VAR     | Gabriel Chade       |
| Adicionales VAR     | Adil Zourak         |
| Adicionales VAR     | Ezequiel Brailovsky |

| 1          | Guardameta     | Mathew Ryan    |     |
| 2          | Defensa        | Milos Degenek  |     |
| 19         | Defensa        | Harry Souttar  |     |
| 4          | Defensa        | Kye Rowles     |     |
| 16         | Defensa        | Aziz Behich    |     |
| 7          | Centrocampista | Mathew Leckie  | 89' |
| 22         | Centrocampista | Jackson Irvine |     |
| 13         | Centrocampista | Aaron Mooy     |     |
| 23         | Centrocampista | Craig Goodwin  | 46' |
| 15         | Delantero      | Mitchell Duke  | 82' |
| 14         | Delantero      | Riley McGree   | 74' |
| Entrenador | Entrenador     | Graham Arnold  |     |

| 1          | Guardameta     | Kasper Schmeichel     |     |
| 13         | Defensa        | Rasmus Kristensen     | 46' |
| 2          | Defensa        | Joachim Andersen      |     |
| 6          | Defensa        | Andreas Christensen   |     |
| 5          | Defensa        | Joakim Mæhle          | 70' |
| 23         | Centrocampista | Pierre-Emile Højbjerg |     |
| 7          | Centrocampista | Mathias Jensen        | 59' |
| 11         | Centrocampista | Andreas Skov Olsen    | 69' |
| 10         | Centrocampista | Christian Eriksen     |     |
| 25         | Centrocampista | Jesper Lindstrøm      |     |
| 9          | Delantero      | Martin Braithwaite    | 59' |
| Entrenador | Entrenador     | Kasper Hjulmand       |     |

| 26 | Centrocampista | Keanu Baccus   | 46' |
| 8  | Defensa        | Bailey Wright  | 74' |
| 9  | Delantero      | Jamie Maclaren | 82' |
| 10 | Centrocampista | Ajdin Hrustic  | 89' |

| 26 | Defensa        | Alexander Bah     | 46' |
| 12 | Delantero      | Kasper Dolberg    | 59' |
| 14 | Centrocampista | Mikkel Damsgaard  | 59' |
| 24 | Centrocampista | Robert Skov       | 69' |
| 21 | Delantero      | Andreas Cornelius | 70' |

| Anotado | 60' | Mathew Leckie | 1–0 |

| Amonestado | 4'  | Aziz Behich   |
| Amonestado | 57' | Milos Degenek |

| Amonestado | 75' | Robert Skov |

| Árbitro             | Mustapha Ghorbal    |
| Árbitros asistentes | Mokrane Gourari     |
| Árbitros asistentes | Abdelhak Etchiali   |
| Cuarto árbitro      | Maguette N'Diaye    |
| Quinto árbitro      | Djibril Camara      |
| VAR                 | Mauro Vigliano      |
| Adicionales VAR     | Nicolás Gallo       |
| Adicionales VAR     | Gabriel Chade       |
| Adicionales VAR     | Adil Zourak         |
| Adicionales VAR     | Ezequiel Brailovsky |

| \| Estadísticas \| \| \| \| Tiros \| 8 \| 13 \| \| Tiros a puerta \| 4 \| 3 \| \| Faltas \| 11 \| 10 \| \| Saques de esquina \| 2 \| 6 \| \| Penaltis \| 0 \| 0 \| \| Fueras de juego \| 1 \| 3 \| \| Posesión de balón \| 31% \| 69% \| | Alineación inicial   |                      |
| Estadísticas | Bandera de Australia | Bandera de Dinamarca |
| Tiros | 8                    | 13                   |
| Tiros a puerta | 4                    | 3                    |
| Faltas | 11                   | 10                   |
| Saques de esquina | 2                    | 6                    |
| Penaltis | 0                    | 0                    |
| Fueras de juego | 1                    | 3                    |
| Posesión de balón | 31%                  | 69%                  |

### Octavos de final

#### Argentina vs. Australia
| 3 de diciembre | Argentina                 | 2:1 (1:0) | Australia            | Estadio Áhmad bin Ali, Rayán                                                         |                                                                                      |
| 22:00          | - Messi 35' - Álvarez 57' | Reporte   | Fernández 77' (a.g.) | Asistencia: 45 032 espectadores Árbitro(s): Szymon Marciniak VAR: Tomasz Kwiatkowski | Asistencia: 45 032 espectadores Árbitro(s): Szymon Marciniak VAR: Tomasz Kwiatkowski |

| 23         | Guardameta     | Emiliano Martínez   |     |
| 26         | Defensa        | Nahuel Molina       | 80' |
| 13         | Defensa        | Cristian Romero     |     |
| 19         | Defensa        | Nicolás Otamendi    |     |
| 8          | Defensa        | Marcos Acuña        | 72' |
| 7          | Centrocampista | Rodrigo de Paul     |     |
| 24         | Centrocampista | Enzo Fernández      |     |
| 20         | Centrocampista | Alexis Mac Allister | 80' |
| 17         | Delantero      | Alejandro Gómez     | 50' |
| 10         | Delantero      | Lionel Messi        |     |
| 9          | Delantero      | Julián Álvarez      | 71' |
| Entrenador | Entrenador     | Lionel Scaloni      |     |

| 1          | Guardameta     | Mathew Ryan    |     |
| 2          | Defensa        | Milos Degenek  | 72' |
| 19         | Defensa        | Harry Souttar  |     |
| 4          | Defensa        | Kye Rowles     |     |
| 16         | Defensa        | Aziz Behich    |     |
| 7          | Centrocampista | Mathew Leckie  | 72' |
| 13         | Centrocampista | Aaron Mooy     |     |
| 22         | Centrocampista | Jackson Irvine |     |
| 26         | Centrocampista | Keanu Baccus   | 58' |
| 14         | Delantero      | Riley McGree   | 58' |
| 15         | Delantero      | Mitchell Duke  | 72' |
| Entrenador | Entrenador     | Graham Arnold  |     |

| 25 | Defensa        | Lisandro Martínez  | 50' |
| 21 | Delantero      | Lautaro Martínez   | 71' |
| 3  | Defensa        | Nicolás Tagliafico | 72' |
| 4  | Defensa        | Gonzalo Montiel    | 80' |
| 14 | Centrocampista | Exequiel Palacios  | 80' |

| 23 | Delantero      | Craig Goodwin  | 58' |
| 10 | Centrocampista | Ajdin Hrustic  | 58' |
| 5  | Defensa        | Fran Karačić   | 72' |
| 9  | Delantero      | Jamie Maclaren | 72' |
| 21 | Delantero      | Garang Kuol    | 72' |

| Anotado | 35' | Lionel Messi   | 1–0 |
| Anotado | 57' | Julián Álvarez | 2–0 |

| Anotado · Autogol | 77' | Enzo Fernández | 2–1 |

| Amonestado | 15' | Jackson Irvine |
| Amonestado | 38' | Milos Degenek  |

| Árbitro             | Szymon Marciniak      |
| Árbitros asistentes | Paweł Sokolnicki      |
| Árbitros asistentes | Tomasz Listkiewicz    |
| Cuarto árbitro      | Mario Escobar         |
| Quinto árbitro      | Karen Díaz            |
| VAR                 | Tomasz Kwiatkowski    |
| Adicionales VAR     | Marco Fritz           |
| Adicionales VAR     | Alessandro Giallatini |
| Adicionales VAR     | Benoît Millot         |
| Adicionales VAR     | Ciro Carbone          |

| 23         | Guardameta     | Emiliano Martínez   |     |
| 26         | Defensa        | Nahuel Molina       | 80' |
| 13         | Defensa        | Cristian Romero     |     |
| 19         | Defensa        | Nicolás Otamendi    |     |
| 8          | Defensa        | Marcos Acuña        | 72' |
| 7          | Centrocampista | Rodrigo de Paul     |     |
| 24         | Centrocampista | Enzo Fernández      |     |
| 20         | Centrocampista | Alexis Mac Allister | 80' |
| 17         | Delantero      | Alejandro Gómez     | 50' |
| 10         | Delantero      | Lionel Messi        |     |
| 9          | Delantero      | Julián Álvarez      | 71' |
| Entrenador | Entrenador     | Lionel Scaloni      |     |

| 1          | Guardameta     | Mathew Ryan    |     |
| 2          | Defensa        | Milos Degenek  | 72' |
| 19         | Defensa        | Harry Souttar  |     |
| 4          | Defensa        | Kye Rowles     |     |
| 16         | Defensa        | Aziz Behich    |     |
| 7          | Centrocampista | Mathew Leckie  | 72' |
| 13         | Centrocampista | Aaron Mooy     |     |
| 22         | Centrocampista | Jackson Irvine |     |
| 26         | Centrocampista | Keanu Baccus   | 58' |
| 14         | Delantero      | Riley McGree   | 58' |
| 15         | Delantero      | Mitchell Duke  | 72' |
| Entrenador | Entrenador     | Graham Arnold  |     |

| 25 | Defensa        | Lisandro Martínez  | 50' |
| 21 | Delantero      | Lautaro Martínez   | 71' |
| 3  | Defensa        | Nicolás Tagliafico | 72' |
| 4  | Defensa        | Gonzalo Montiel    | 80' |
| 14 | Centrocampista | Exequiel Palacios  | 80' |

| 23 | Delantero      | Craig Goodwin  | 58' |
| 10 | Centrocampista | Ajdin Hrustic  | 58' |
| 5  | Defensa        | Fran Karačić   | 72' |
| 9  | Delantero      | Jamie Maclaren | 72' |
| 21 | Delantero      | Garang Kuol    | 72' |

| Anotado | 35' | Lionel Messi   | 1–0 |
| Anotado | 57' | Julián Álvarez | 2–0 |

| Anotado · Autogol | 77' | Enzo Fernández | 2–1 |

| Amonestado | 15' | Jackson Irvine |
| Amonestado | 38' | Milos Degenek  |

| Árbitro             | Szymon Marciniak      |
| Árbitros asistentes | Paweł Sokolnicki      |
| Árbitros asistentes | Tomasz Listkiewicz    |
| Cuarto árbitro      | Mario Escobar         |
| Quinto árbitro      | Karen Díaz            |
| VAR                 | Tomasz Kwiatkowski    |
| Adicionales VAR     | Marco Fritz           |
| Adicionales VAR     | Alessandro Giallatini |
| Adicionales VAR     | Benoît Millot         |
| Adicionales VAR     | Ciro Carbone          |

| \| Estadísticas \| \| \| \| Tiros \| 14 \| 5 \| \| Tiros a puerta \| 5 \| 1 \| \| Faltas \| 8 \| 15 \| \| Saques de esquina \| 1 \| 3 \| \| Penaltis \| 0 \| 0 \| \| Fueras de juego \| 3 \| 0 \| \| Posesión de balón \| 61% \| 39% \| | Alineación inicial   |                      |
| Estadísticas | Bandera de Argentina | Bandera de Australia |
| Tiros | 14                   | 5                    |
| Tiros a puerta | 5                    | 1                    |
| Faltas | 8                    | 15                   |
| Saques de esquina | 1                    | 3                    |
| Penaltis | 0                    | 0                    |
| Fueras de juego | 3                    | 0                    |
| Posesión de balón | 61%                  | 39%                  |

## Estadísticas

### Participación de jugadores
| N.° | Pos        | Jugador         | PJ | Minutos jugados | Goles recibidos | Atajos | Tarjetas amarillas | Doble tarjeta amarilla y roja | Tarjetas rojas |
| --- | ---------- | --------------- | -- | --------------- | --------------- | ------ | ------------------ | ----------------------------- | -------------- |
| 1   | Guardameta | Mathew Ryan     | 4  | 360             | 6               | 9      | 0                  | 0                             | 0              |
| 12  | Guardameta | Andrew Redmayne | 0  | 0               | 0               | 0      | 0                  | 0                             | 0              |
| 18  | Guardameta | Danny Vukovic   | 0  | 0               | 0               | 0      | 0                  | 0                             | 0              |

| N.° | Pos            | Jugador            | PJ | Minutos jugados | Goles | Asistencias | Tarjetas Amarillas | Doble tarjeta amarilla y roja | Tarjetas rojas |
| --- | -------------- | ------------------ | -- | --------------- | ----- | ----------- | ------------------ | ----------------------------- | -------------- |
| 2   | Defensa        | Milos Degenek      | 4  | 182             | 0     | 0           | 2                  | 0                             | 0              |
| 3   | Defensa        | Nathaniel Atkinson | 1  | 85              | 0     | 0           | 0                  | 0                             | 0              |
| 4   | Defensa        | Kye Rowles         | 4  | 360             | 0     | 0           | 0                  | 0                             | 0              |
| 5   | Defensa        | Fran Karačić       | 2  | 75              | 0     | 0           | 0                  | 0                             | 0              |
| 6   | Delantero      | Marco Tilio        | 0  | 0               | 0     | 0           | 0                  | 0                             | 0              |
| 7   | Delantero      | Mathew Leckie      | 4  | 354             | 1     | 1           | 0                  | 0                             | 0              |
| 8   | Defensa        | Bailey Wright      | 1  | 16              | 0     | 0           | 0                  | 0                             | 0              |
| 9   | Delantero      | Jamie Maclaren     | 3  | 52              | 0     | 0           | 0                  | 0                             | 0              |
| 10  | Centrocampista | Ajdin Hrustic      | 3  | 27              | 0     | 0           | 0                  | 0                             | 0              |
| 11  | Delantero      | Awer Mabil         | 2  | 22              | 0     | 0           | 0                  | 0                             | 0              |
| 13  | Centrocampista | Aaron Mooy         | 4  | 360             | 0     | 0           | 1                  | 0                             | 0              |
| 14  | Centrocampista | Riley McGree       | 4  | 269             | 0     | 1           | 0                  | 0                             | 0              |
| 15  | Delantero      | Mitchell Duke      | 4  | 292             | 1     | 0           | 1                  | 0                             | 0              |
| 16  | Defensa        | Aziz Behich        | 4  | 360             | 0     | 0           | 1                  | 0                             | 0              |
| 17  | Centrocampista | Cameron Devlin     | 0  | 0               | 0     | 0           | 0                  | 0                             | 0              |
| 19  | Defensa        | Harry Souttar      | 4  | 360             | 0     | 0           | 0                  | 0                             | 0              |
| 20  | Defensa        | Thomas Deng        | 0  | 0               | 0     | 0           | 0                  | 0                             | 0              |
| 21  | Delantero      | Garang Kuol        | 2  | 17              | 0     | 0           | 0                  | 0                             | 0              |
| 22  | Centrocampista | Jackson Irvine     | 4  | 355             | 0     | 0           | 2                  | 0                             | 0              |
| 23  | Delantero      | Craig Goodwin      | 4  | 204             | 1     | 0           | 0                  | 0                             | 0              |
| 24  | Defensa        | Joel King          | 0  | 0               | 0     | 0           | 0                  | 0                             | 0              |
| 25  | Delantero      | Jason Cummings     | 1  | 34              | 0     | 0           | 0                  | 0                             | 0              |
| 26  | Centrocampista | Keanu Baccus       | 4  | 112             | 0     | 0           | 0                  | 0                             | 0              |

### Goleadores
| N.°   | Jugador       | Anotado | PJ | Prom. | Jugada | Cabeza | TL | Penal |
| ----- | ------------- | ------- | -- | ----- | ------ | ------ | -- | ----- |
| 1     | Craig Goodwin | 1       | 4  | 0.25  | 1      | 0      | 0  | 0     |
| 2     | Mitchell Duke | 1       | 4  | 0.25  | 0      | 1      | 0  | 0     |
| 3     | Mathew Leckie | 1       | 4  | 0.25  | 1      | 0      | 0  | 0     |
| Total | Total         | 3       | 4  | 0.75  | 2      | 1      | 0  | 0     |

### Asistencias
| N.°   | Jugador       | Asistencia | Jugada | Cabeza | TL | SdE |
| ----- | ------------- | ---------- | ------ | ------ | -- | --- |
| 1     | Mathew Leckie | 1          | 1      | 0      | 0  | 0   |
| 2     | Riley McGree  | 1          | 1      | 0      | 0  | 0   |
| Total | Total         | 2          | 2      | 0      | 0  | 0   |

### Tarjetas disciplinarias
| N.°   | Jugador        | Amonestado | Otorgado · Expulsado | Expulsado | Sanción |
| ----- | -------------- | ---------- | -------------------- | --------- | ------- |
| 1     | Jackson Irvine | 2          | 0                    | 0         |         |
| 2     | Milos Degenek  | 2          | 0                    | 0         |         |
| 3     | Aaron Mooy     | 1          | 0                    | 0         |         |
| 4     | Aziz Behich    | 1          | 0                    | 0         |         |
| 5     | Mitchell Duke  | 1          | 0                    | 0         |         |
| Total | Total          | 7          | 0                    | 0         |         |